# Лаагрі
Лаагрі (ест. Laagri) — селище на півночі Естонії.

## Географія
Селище знаходиться в повіті Гар'юмаа, є адміністративним центром волості Сауе. На північному сході селище примикає до Таллінну. Кількість жителів — 5165 осіб (2011).
Громадський транспорт представлений електропоїздами, автобусами і маршрутними таксі.

## Демографія
За даними перепису 2011 року, населення в Лаагрі становить 5165 осіб, з них 2413 чоловіків і 2752 жінок. 89,7 % жителів рідною мовою назвали естонську, російськомовних жителів було 9,0 %.

## Історія
Вперше він згадується у данському переписі 1241 року. У 18 столітті Петро Перший побудував тут верф. Лаагрі у період Першої світової війни служив як табір військовополонених. Після Другої світової війни у селищі відбувся великий наплив робітників до створеного колгоспу Леніна.